# ミュージックシーケンサー
ミュージックシーケンサー（Music Sequencer）は、演奏データを再生することで自動演奏を行うことを目的とした装置、およびソフトウェアをいう。

## ハードウェアシーケンサーとソフトウェアシーケンサー
シーケンサーは歴史的にリレーなどを使ったデジタル回路、真空管などを使ったアナログ電子回路により周期的な機器制御信号を得る装置に付けられた名称である。ミュージックシーケンサーもこの機構のものが先に登場し、認知されてきた。
近年では主に汎用コンピュータにインストールして使うDTMにおけるシーケンスソフト（ソフトウェアシーケンサー）を指してシーケンサーと呼ぶことも多いため、従来からある専用機器はそれと区別してハードウェアシーケンサー（ハードシーケンサー）と呼ぶ場合もある。
今日のハードシーケンサーの内部機構はコンピュータ化され、格納されたソフトウェアを動作させる単機能コンピュータとなっているが、この場合でも「ハードウェアシーケンサー」と呼ばれる。

## シーケンサーとリズムボックス
電子的な自動演奏という分野ではシーケンサーと一緒に使われることが多いドラムマシン（リズムマシン）、リズムボックスという装置も存在する。こちらは内蔵されたリズム音源を使用して一定のパターンを繰り返して演奏することが主な目的であり、パーカッション専用の音源内蔵型ハードウェアシーケンサーと定義することも出来るが、用途が限定され、歴史的にも独自に発展してきたため、現場でこれをシーケンサーと呼ぶことはない。

## シーケンサーの機能
現代のシーケンサーの主な機能は、デジタル楽器の演奏データを「記録」「再生」することにある。演奏データの記録様式が規格化された今日では、再生専用機も存在する。データ記録方法には演奏者がシンセサイザーなどのデジタル楽器を弾きながらその演奏データを記録していくリアルタイムレコーディングと、制御情報（音符）をひとつひとつ手打ちで入力していくステップレコーディングがあり、特にステップレコーディングは一般的に打ち込みと呼ばれる。これらの記録したデータは、シーケンサーからシンセサイザーや音源モジュールにデータメッセージを送信することによって演奏が「再生」される。記録データは演奏速度の変更や移調、失敗した演奏の修正といったことも容易に行うことができ、ここがサウンドレコーダーで演奏を実際に録音した場合と大きく異なる点であり、シーケンサーの利点ともいえる。
MIDIシーケンサーにおいて、演奏データは基本的に以下のように管理される。
ノート番号
0 - 127の値で表す音階。MIDIの規格では88鍵盤ピアノにおける中央のド (C) は60（16進数では3C）の値とされている[Midi1.0 Detailed Spec 4.2 Note Number]が、C3やC4といった数値をつけた呼称との対応は定められておらず、対応はメーカーによって異なる。実際、Roland機器ではC4,Yamaha機器ではC3にこのC (60) が割り当てられている。
ステップタイム
鍵盤が最初に押されたタイミングを示す値。
ゲートタイム
鍵盤が最初に押されてから離されるまでの時間（発音時間）を表す値。
ベロシティ
鍵盤を弾いた時の強さを表す値。
クロック（分解能）
ステップタイムおよびゲートタイムの基準となる、四分音符を何等分できるかを表す値。3連符を考慮し、3と4の公倍数が使用される。初期のシーケンサーで24、近年のシーケンサーでは480や960などがある。
テンポ
演奏の再生速度を決定する。4分音符を1拍とし、1分間にいくつ刻むかで表す。1秒で2拍のタイミングであればテンポは120ということになる。BPM（ビーピーエム、Beats Per Minute）も同じ意味として使われることがある。
その他のデータ
コントロールチェンジ、ピッチベンド、ポルタメントやアフタータッチなど、より細やかな表現が可能な制御データが存在する。

## 自動演奏の歴史とシーケンサー
音楽の自動演奏は14世紀に教会などでカリヨンが使われて以来、演奏情報を符号として記録して再生しようという発想は古くから存在した。
オルゴールの発明は18世紀末であるが、本物の楽器の自動演奏装置と呼べるものに1890年代に作られた自動ピアノが挙げられる。これはピアニストの演奏による鍵盤の動きを、鍵盤機構に穿孔装置を組み込むことでピアノロールと呼ばれる長いロール紙に記録し、逆にロール紙の孔によって鍵盤を動かすことの出来る仕掛けで「再生」することで鍵盤の細やかなタッチまで再現することができた。このように楽器の動作を記録再生する機構を電子楽器を制御する電子情報として取り扱うのが、今日のデジタルミュージックシーケンサーといえる。
実際にピアノロールは演奏用データへの変換も不可能ではなく、ラフマニノフが演奏したピアノロールを特殊な光学スキャナーにかけMIDIデータに変換し、ベーゼンドルファー製自動ピアノで演奏 - 録音 - CD化された例もある。

### アナログシーケンサー
1960年代にアメリカのロバート・モーグによってミュージックシンセサイザーが電圧制御を基本とするモジュールとしてシステム化され、そのモジュールの一つとしてアナログシーケンサーが登場した。以降、モジュラー型シンセサイザーのオプションとして各社から発売された。
アナログシーケンサーはステップ状の電圧発生器である。パネル面に並んだボリューム（1列当たり8 - 16個）によってVCOに与えるCV（音程制御用の電圧）をあらかじめ設定し、任意のステップ数を一定のリズムで走査することでボリュームで設定したCVと発音タイミングのゲート信号を出力させた。これにより反復されるアルペッジョのパターンであったりリズムパターンであったりといったフレーズを反復自動演奏させる事が可能となった。
大体のアナログシーケンサーはプリセット列として2 - 3列を備えており、演奏中に切り替えることで異なるパターンを演奏できた。またステップ数を演奏中に切り替えることでフレーズにバリエーションを持たせることもできる。移調はVCOに対して鍵盤からのCVを加算するなどの方法でおこなう。
アナログシーケンサーの出力は規格化された制御電圧であるため、音程の制御以外にもたとえばVCFによる音色変化であるとか、VCOでは発生できない超低周波の波形発生などにも応用された。
一部の可搬型シンセサイザーにもアナログシーケンサーが組み込まれるようになったが、コストの面から一般的にはならなかった。

### デジタルシーケンサー
半導体技術の進歩により、演奏情報を符号化して半導体メモリーに記録・再生する装置が考案された。これがデジタルシーケンサーである。演奏情報を符号化することにより数値入力が可能になった。
デジタルシーケンサーには大きく分けて2種類の入力方法があった。一つはシンセサイザーの鍵盤からCV/GATE信号を受け取り、シーケンサー内部でA/D変換してメモリーに記録し、再生時に読み出してD/A変換してCV/GATE信号を出力する方式で、ローランドのCSQシリーズなどがこれにあたる。もう一つはシーケンサー本体に搭載されたテンキーによる数値入力で、これは数値情報を直接メモリーに記録し、再生時にD/A変換する方式で、ローランドのMC-8やMC-4などがこれにあたる。
デジタルシーケンサーの最初の製品は、1974年にオーバーハイム・エレクトロニクスの設立者であるトム・オーバーハイムによって世に送り出されたDS-2である。アナログシンセサイザーとCV/GATEにより接続し、72イベントの記憶容量を持つモデルであった。このシーケンサーがクレジットされた作品は、同1974年発売のジェリー・グッドマン&ヤン・ハマーによるアルバム『ライク・チルドレン』があげられる。
そして1977年にローランドのマイクロコンポーザーMC-8が本格的なコンピュータ制御によるシーケンサーとして登場した。ゲートタイムやとステップタイムという概念が生まれたのもこのMC-8からといわれる。当時大卒の初任給が10万円程度の時代にMC-8は販売価格120万円という極めて高価な代物であったが、この誕生によって音楽界は爆発的にデジタル化が進むこととなった。
MC-8の仕様は以下の点で画期的であった。
- 標準搭載のメモリー容量で5400音というアナログシーケンサーでは実現不可能な大記憶容量を実現した。
- 8系統のCV/GATE出力を持ち、独立したパートの演奏が可能になった。
- 外部にデータレコーダを接続することでデータを記録、保存できるようになったこと。これにより演奏情報のライブラリ化が可能になった。
- テープレコーダーに同期信号を記録することで、テープレコーダーとの同期演奏が可能になった。ただし曲中からの同期はMIDIの登場を待つ必要があった。
- 正確なテンポコントロールが可能になり、例えばCMなどのように15秒、30秒といった長さが決まっている作品の制作効率が劇的に向上した。

日本では、イエロー・マジック・オーケストラのサポートメンバー松武秀樹がシンセサイザーモーグIII-Cと共に使用したことでも知られるが、デリケートな装置でライブ中に熱暴走することもしばしばだった、というエピソードも残っている。
同時期にポリフォニックシンセサイザーの発音制御にCPUが用いられるようになったことを受け、外部に対してデジタル信号の形での演奏情報のやりとりが模索されるようになる。ローランドはDCB規格を制定し、MIDI規格が登場するまでの短期間これを利用した。

### MIDIの登場
1982年にMIDIが規格化されることによって、自動演奏は大幅な変革を遂げることとなった。
演奏情報の拡張
ベロシティやピッチベンドの情報が定義され、より楽器のニュアンスが表現しやすくなった。
演奏情報に加えて音源の制御情報の定義。
音源の音色情報を演奏データと同じ次元で管理することが可能になった。
チャンネルの概念
MIDI端子の1出力あたり16チャンネルの独立したパートを割り当てて伝送可能になった。これにより異なるパートの演奏情報が一本のMIDIケーブルで音源に対して伝送可能となった。
自動演奏に関する情報の定義（ソングポジションポインター、クロック情報など）
DINSyncでは曲中からの途中再生は不可能であったが、ソングポジションポインターを利用することで曲の途中からの再生がシーケンサー同士あるいはシーケンサー対リズムマシン、シーケンサー対マルチトラックレコーダー間で可能になった。初期においてはローランドのSBX-80がSMPTEタイムコード (LTC) をテンポ情報を含むソングポジションポインターの変換機として用いられたが、後にMidiTimePeaceなどのMIDIインターフェース側でタイムコード入出力を持つようになり、スタジオにおける作業効率が格段に進化した。後にMIDI規格の一部としてMIDIタイムコード (MTC) が制定される。
そして半導体技術の進化により処理速度の向上と高性能なカスタムICが相応の価格で制作できるようになると、ついに1台の音源で複数のパートを演奏可能なマルチティンバー音源が登場する。これによってデスクトップ上で各パートを再現できるようになり、自動演奏が現代音楽の一分野から音楽制作の日常的なツールへと変貌を遂げることになる。

### ハードシーケンサーの盛衰とMIDIシーケンスソフトの台頭
1982年にMIDIが正式に規格化されると各社からさまざまなMIDI音源が登場し、MIDIシーケンサーによって異なるメーカーの複数の音源を同期して自動演奏することが可能になった。ハードウェアのシーケンサーではヤマハのQXシリーズやローランドのMC-500シリーズなどのMIDIシーケンサーが登場した。
本格的なMIDIシーケンスソフトは1980年代半ばに誕生した。Macintosh用のPerformer、Visionの2大シーケンサー、PC-9800シリーズ用のRCP-PC98（レコンポーザ）などが、プロユースで使われ始める。大画面とグラフィカルなユーザーインターフェースによる視認性のよさ、高い分解能と豊富な編集機能、機能的な制約が少なく膨大なデータ量を扱えることがソフトの利点である。
ただ当時はパソコンを使うという行為そのもののハードルが高く、その中でも扱い易いといわれたMacintoshは音楽用に必要な高性能システムを組むと100万円を超える高価さだったため、個人市場においては価格や操作性、可搬性の面からハードシーケンサーが普及を見せた。また1988年5月には音源、鍵盤、シーケンサー、エフェクターを一台に統合したミュージックワークステーションの元祖コルグ・Mシリーズが発売され、それ一台で音楽制作を完結することが可能になった。
その一方で一般層にはまだMIDIという言葉自体があまり浸透しておらず、パソコンユーザーの間で「パソコンで音楽を楽しむ」といえば、もっぱら好きなゲーム音楽を耳コピーして内蔵されたFM音源とプログラミング言語を駆使して演奏する、というのがスタンダードだった。
そんな中、一般にコンピューター音楽を広める火付け役となったのが1988年にローランドから発売された「ミュージくん」である。これはMIDI音源ユニットのMT-32とPC-98用音楽作成ソフトのセット品で、価格も98000円とリーズナブルなもので、当時すでにMSX向けのシーケンスソフトを発売していたヤマハもこれに追従することとなる。また1990年前後のバンドブームが個人向けの楽器市場を拡大し、これらの製品は音楽制作の入門用システムとして市場で一定の地位を占めるようになった。さらに異なる音源間での音色配列などを定めたGM規格が1991年に制定されたのをきっかけに安価なGM音源が数多く登場し、いわゆるデスクトップミュージック (DTM) の隆盛につながった。
1990年代以降低価格のMacintoshの登場、Windows 95登場以降のパソコンの普及でパソコンを使うという行為そのもののハードルが下がり、ソフトウェアシーケンサーは急速に普及し始めた。ソフトシーケンサーには先述した視認性のよさなどの利点があり、従来のハードシーケンサーにあった「機械の操作」の感覚を薄めたことも大きい。またDTMの普及によってコンピューター音楽のユーザーの裾野が広がっていたことも、ソフトシーケンサーの普及に大きな役割を果たした。

### 音源内蔵シーケンサーの登場
1988年にヤマハから発売されたTQ5が元祖だと言えよう。B200/YS200/YS100 の音源部とシーケンサーをユニット化したもので、ディスプレイで時間がわかるユニークな時計機能も搭載していた。この時期はまだFM音源が主流であり、TQ5もFM音源を搭載していた。また、コルグから発売されたPCM音源のモジュール、M1Rもシーケンサーを内蔵していた。これらは音源とシーケンサーが一体化されたものではあるが、あくまで「シーケンサーが付属した音源モジュール」であり、後のヤマハ・QYシリーズとは音源、シーケンサーの主従が逆になっている。コルグはM1Rに続き01R/WやX3Rとシーケンサー内蔵の音源モジュールを発売するが、内蔵シーケンサーの需要が少なかったためから、その後の音源モジュール版TR-Rack以降は内蔵シーケンサーを省略した。
1990年にヤマハから発売されたQY10は初めて音源内蔵シーケンサーという形を取った。開発コンセプトが「スキーバスの中に持ち込んで手軽に作曲が楽しめるもの」という、いわば当時のスキーブームを意識したものであり、VHSビデオテープサイズに音源とシーケンサーだけでなく鍵盤が用意され、その鍵盤で内蔵音源を発音させることが可能で、QY10は場所を問わず利用可能なため、大ヒットとなった。これはちょうどその頃から一般的になっていたミュージックワークステーションを凝縮したものと考えられる。この後ヤマハはQY20、QY22と改良版をリリースしていくこととなる。
QYシリーズのリリース後も、デスクトップタイプのシーケンサーはQY以前のQXシリーズ、QX3がラインアップされていた。この後継機種として発売されたのがQY300であった。フロッピーディスクドライブ、ジョグ/シャトルダイアルやテンキーを装備し、ハンディタイプのQYシリーズとデスクトップのQXシリーズを併せ持った機種であり、この後改良版としてQY700がリリースされることとなる。
このヤマハのQYシリーズに対抗して、ローランドが90年代半ばにPMA-5という電子手帳サイズの音源内蔵シーケンサーを発売した。SC-55mkII相当のGS音源を搭載し、SCシリーズ愛好者に迎えられたが、タッチペンを使った入力というのが、QYシリーズの鍵盤キーに比べて扱いづらかったようで、この機種の後継機種は発売されず、生産終了となってしまった。
このPMA-5はTO-HOST端子を持ち、SCシリーズのような音源モジュールとしての利用も可能であり、パーソナル・コンピューターのシーケンサーソフトとデータのやりとり可能ということが魅力的な製品であった。当時のヤマハの音源内蔵シーケンサーQY22はGMのみ対応でTO-HOST端子がついていなかったが、それが搭載された新機種が1997年発売のQY70であった。QY70はDTM愛好者だけでなく、以前のQYシリーズ愛好者であるギタリストやベーシストにも愛用され、2004年にディスコンになるまでロングセラーとなった。これにスマートメディアスロットを搭載するなどモデルチェンジを行ったのが現在のQY100である。

### パーソナルコンピュータでの再生環境の標準化
1990年代に入りAppleはQuickTimeを発表。バージョンアップの過程でGM互換のソフトウェアMIDI音源を組み込み、ムービープレーヤでMIDIデータを再生できるようにした。元からMacintoshではオーディオ入出力を標準で備えていたこともあり、音源チップを搭載した拡張カードを用いなくても楽音の再生が可能であったため、CPUの能力がQuickTimeの仕様を満たしていればどの機種でも簡易ながらMIDIデータの再生が可能となった。
このソフトウェア音源をコンピュータ内部でシーケンサからルーティングして制作用の音源とすることにより、ノートパソコンに外付け機器無しでも楽曲のMIDIデータ作成が可能となり、ミュージシャンがノートパソコンを持ち歩いて移動中の列車やツアーの宿泊先で作編曲のツールとして場所を問わずに作業が可能になった。
対して当時PC/AT互換機は音声入出力を標準では装備せず、サウンドブラスターなどの拡張カードを用いる必要があった。サウンドブラスターにはヤマハのFM音源チップが搭載されており、もっぱらゲームの効果音/BGM用として用いられていたが、アップルの動向に遅れること数年、DirectXの制定と本体にAudio Codec 97を標準搭載する仕様を義務づけることでPC/AT互換機でも本体のみでMIDIデータの再生が標準で可能となった。
1990年代中頃からのインターネットブームではPC/AT互換機とMacintoshの双方でMIDIデータの再生が標準で可能になったこともあり、WWWブラウザ上でMIDIデータを再生することが可能となった。これにより埋め込み用のMIDIデータも配布されるようになった。

### 生活の中に溶け込むミュージックシーケンサー
MIDI規格の制定により演奏情報が規格化されたことにより、生活の中に様々な形で自動演奏が取り入れられることとなった。
マルチティンバー音源の登場とNTTの端末自由化によりユーザー側でモデムの設置が可能になったことをうけて、楽曲データを電話回線を通じてその都度サーバからダウンロードすることにより提供する通信カラオケが実用化された。通信カラオケ機器の内部にはMIDIデータを再生するシーケンサーと音源が搭載されており、カラオケの伴奏はテープ、レーザーディスクなどの記録媒体での再生から自動演奏へと移行した。
更に音源LSIが小型化、省電力化されることで携帯電話にもMIDIデータを再生できる機能が搭載されるようになり、いわゆる着メロが実用化された。これにより消費者は着メロサイトからダウンロードした曲データを着信時のベルのかわりに用いることが可能になった。
以上の例はいずれも再生専用シーケンサーであるが、一般の消費者はこれらを自動演奏とは意識せずに利用している。これらの市場の広がりにより、MIDIデータの制作が職業として成り立つこととなった。

## 代表的なシーケンスソフト（アルファベット順）
ACID (Win)
フレーズを録音したものなどオーディオデータを組み合わせて音楽を作るループベースのシーケンスソフト。オーディオデータはテンポとピッチを無関係に変更可能なAcidizeWavを使用する。
Cakewalk by BandLab (Win)
BandLab Technologiesによって開発されている無料のDAWソフト。元々はアメリカのCakewalk製ソフトであり後にオーディオ編集機能を強化したSONARとなった。2013年Cakewalk社のGibsonによる買収などを経て2018年以降BandLab Technologiesにより開発・リリースが継続している。

Cubase (Win & Mac)
ヤマハ傘下、ドイツのスタインバーグ製ソフト。古くはループによるノンストップ編集、オーディオ時代ではVSTなど、現在のシーケンスソフトの基本を作った歴史を持つ。
Digital Performer (Win & Mac)
アメリカのMOTU (Mark of the Unicorn) 社のソフト。シーケンスソフトの中では最も古い部類の一つであるPerformerにオーディオ機能を統合した進化形。多彩な自社製ハードウェアと組み合わせることで快適な環境が構築できるほか、洗練された操作性が長所。
FL Studio (Win & Mac)
ステップシーケンサーを中心としたデジタルオーディオワークステーション(DAW)ソフト。クラブ/ダンスミュージック制作に適する。
GarageBand (Mac)
ループベースのシーケンスソフト。Apple製、macOS用。Macにプリインストールされていて取っ付きやすい。
Ableton Live (Win & Mac)
ドイツのAbleton社製。ライブにおける柔軟性、再生しながらのリアルタイム編集などで他ソフトと一線を画す。
Finale (Win & Mac)
アメリカのMake Music社製。どちらかといえばバロックから現代曲、Jazz曲などあらゆる楽譜を清書するソフトで入力は楽典通りの五線譜に従っているが、ギターのTAB譜やドラム譜にも対応しており、実に幅広いジャンルの楽曲を記述することができる。
　こうした記譜結果は付属のソフトシンセによって連符、装飾音符、トリル、グリッサンドなどの様々な演奏法やフォルテピアノ、rit.（リタルダンド）、リピート記号（D.S, D.C, Codaなど）などの音楽的表現、繰り返しを反映した演奏で確かめることができる。
さらにヒューマンプレイバックという細かい楽譜の解釈法指定ができるため、強弱やテンポの揺らぎを加えた演奏が可能で教育用途にも使用されている。書き出しファイル形式も専用形式や標準MIDIファイルのほか、演奏したままのWave形式、さらに他の記譜ソフトと互換のあるMusic XML形式にも対応しており、ほかのシーケンサーでさらに微調整を加えて仕上げることができる（なお、書き出すMIDIファイルにもヒューマンプレイバックの設定が反映される）。
Logic Pro、Logic Express (Mac)
アップル傘下のemagic社のソフト。MIDIやオーディオの信号の流れを複雑にルーティングできる等、多彩な機能が特徴。最近では分散処理技術を導入しオーディオ以外の分野からも注目を集める。元々はNotatorという楽譜作成ソフトであった。
Music Maker (Win)
MAGIX社のDAWソフト。同社の業務用ソフトであるSamplitudeやその上位版のSequoiaの流れを汲みながら低価格を実現している。2007年より日本語にローカライズされたProducer Editionが発売されており、ソフト音源の他にピッチ補正機能などプロ用と同等の機能を持っている。
Nuendo (Win & Mac)
上記Cubaseを開発しているドイツのスタインバーグのソフトウェア。ポストプロダクション、サラウンド編集に対応。下位版のCubaseSXにもNuendoと同じオーディオエンジンが採用されている。
Project5 (Win)
Cakewalk社のソフトウェア。ACID互換のサンプルループと、DXi,VSTi互換のソフトシンセサイザー、エフェクター、自分で入力したオーディオトラックの3種類を組み合わせて、容易にダンストラックが作成できる。日本ではローランド社が発売。
ProTools (Win & Mac)
Digidesign社のDAWシステム。専用のハードウェアを必要とし高価だった為、長らくプロフェッショナル向けであったが、近年コンシューマ向けのProTools LEが登場している。業務用レコーディングシステムとしては事実上標準システムの地位を築いているが、MIDIなど作曲するための機能に乏しいためシーケンサーの標準とはなり得ていない。プラグインにはDTMソフトでは一般的なVSTではなくRTASという独自のものを使用する。
Reason (Win & Mac)
スウェーデンのPropellerhead社のソフト。音源部分の見た目が実際の同種の機器に酷似している（ラックを模した画面で、機器同士をつないでいるケーブルがラックの裏側を表示するときに揺れたり、一部の機器をラックに固定しているネジを緩めることができたり、簡単なメモを書いたテープを機器に貼ることができたりする）のが大きな特徴。操作方法も、実際の同種の機器に親しんだ者なら基本的な操作の見当がつく程度に似せてある。同社提唱のReWire技術対応のシーケンサーソフトから制御する音源ユニットとして用いることも出来る。
Singer Song Writer (Win)
インターネット社の日本製ソフト。座標上の点にオブジェクトを置いて旋律を作る他ソフトとは対照的に、五線譜を中心とした作業に向いている。

Studio One (Win & Mac)
ドイツPresonus社のソフト。レコーディングからマスタリングまでを一貫して行なえるのが特徴。DAWとしての歴史は浅いが、既存のソフトの資産などを引き継いでいないだけに、軽くてコンパクトに設計されている。64bit対応でFree版も存在しており、急速にユーザー数を増やしている。

### 開発が終了しているソフト
現在はフリーソフトとして無料で提供されているものもあるが、基本的に将来的なサポートは一切なし
EUPHONY2 (FM TOWNS)
1992年に発売された富士通のFM TOWNS用のソフト。MTR、SCOREという二つの対を成すエディションがあった。MTRは当時、Townsで（MML環境を除いては）唯一凝ったMIDIデータを作成できる、と言っても過言ではないソフトであった。エフェクトが妙に充実しているほか、各種機能は過不足無く備えていたものの、音符入力、表示共に不可能であった。TownsのOSやCライブラリがウインドウを基本としていたため、インターフェイスや画面構成は現代の基準で見ても非常に標準的と言える。SCOREはほぼ、楽譜ワープロと言った所である。1994年に同じく富士通から奏 -KANADE-というソフトが発売されているが、こちらは全く設計概念の異なる、意欲的な設計のソフトであり、逆に楽譜入力が基本となっている。現在見慣れたウインドウ方式ではなく、当時人気のあったレコンポーザのように、1トラックがスクリーンを占拠する画面構成である。
ReBirth RB-338 (Win & Mac)
Propellerhead社のソフト。ローランドのTB-303を2台、TR-808、TR-909を縦に並べ、それらの横に簡単なパターン切り替え機能とミキサーをつけたインターフェイスを持ち、音質や操作方法をシミュレートしている。現在は開発・サポートを終了しているが、無償ダウンロード公開されている。
レコンポーザ (DOS & Win)
カモンミュージック社の日本製ソフト。マウスを使わなかったPC-98の時代から存在するソフトで、ST/GT方式という独自の数値表現を持ち、パソコンのキーボードによるデータ入力方法が洗練されている。熟達すれば相当な速度で「打ち込み」ができるという理由もあり、いまだに愛用者が存在する。。かつてはかなり普及しており、独自保存形式であるRCPファイルは、2009年現在に至っても対応MIDIプレイヤーが存在するほどである。後にWindows版も発売された。
SOL / SOL2 (Win)
ヤマハ社のソフト。XGworksの上位ソフトとして開発されていたが、譜面入力やコントロールチェンジの入力ではXGworksに劣ると言われる。XG音源だけでなく、ヤマハ・MOTIFシリーズ等他のシンセサイザーにも対応可能。PC上での録音やその録音したデータの編集がXGworkよりも高機能である。機能削減版としてSQ01（デジタルミキサーなどにバンドル）やXGworks STがある。現在はXGworksと共に生産、サポートを終了し、同社は傘下であるCubaseをDAWソフトとして推奨している。
Storm (Win & Mac)
名器Minimoogのソフトウェアエミュレータを開発した仏Arturia社製ソフト。ダンスミュージックを基本にシンセサイザー、ドラムマシーン、ベース、サンプラー、オーディオレコーダー、ターンテーブルなどを統合したパッケージソフト。日本でもパッケージ版が発売されていたが、メーカーがあまり力を入れていないせいか開発が止まっていて、Intel MacやWindows Vistaには対応していない。メーカーの製品ページでも「近日中のアップデートの予定はない」ことが言及されており、ユーザー離れがすすんだ今となっては将来性はほぼないと思って良い。
Vision (Mac)
米Opcode社製ソフト。オーディオを統合したStudio Vision等がある。かつてはMOTU Performerと共にトップシーケンサの座を誇ったが、Opcode社が米Gibson社に買収されてからは開発が停止。現在は旧来の環境に取り残されたままフリーウェア化している。
XGworks (Win)
ヤマハ社のソフト。特にMUシリーズ等のXG対応音源向けの機能が充実している。ヤマハが独スタインバーグを傘下におさめてからはCubaseシリーズがあるため開発が終了してしまった。

### シェアウェア・フリーウェア
無料もしくは安価で手に入るが、個人制作のものも多く、開発の打ち切りやサポート終了の可能性などの懸念事項も存在する。
Cherry (Win)
ふみぃ製作によるフリーソフト。フリーソフトとしては充実したMIDI編集機能を持つ。
Domino (Win)
たかぼー製作のフリーソフト。たかぼーが愛用したCherryを母体としており、より拡張された機能を使用できる。
Muse (Win)
加藤一郎製作のフリーソフト。特有の文法に従って、Windowsのメモ帳等のあらゆるテキストエディタで記述し作成されたファイルから、MIDIファイルを生成できる。
Music Studio  (Win)
Frieveが開発したソフトウェア。シェアウェアの「Independence」「Standard」と、フリーソフトの「Producer」の3種類がある。
Score Grapher (Win)
Rimshotのソフト。五線譜を中心とした作業でシーケンサよりも楽譜作成ソフトウェアとしての性格が強いが、ローランドのDTMパッケージ「ミュージくん」にバンドルされていた。
Renoise (Win & Mac & Linux)
MODという、MIDIとは別の手法に特化したシーケンサー。サンプラーのように、サンプリングした音色を使えるため、ハードウェア音源を必要としない。
BRELS MIDI Editor (Win)
オープンソースのフリーソフトウェア。ホームページにも自ら記載されているように基本的な機能しか持ち合わせていない。